# Bahar Yilmaz

Bahar Yilmaz (2019)

Bahar Yilmaz (* 1984 in Ingolstadt) ist eine in der Schweiz lebende deutsche Autorin, Vortragsrednerin und Trainerin in den Bereichen Esoterik, Spiritualität und Lebenshilfe.

## Herkunft und Ausbildung
Yilmaz, deren Eltern aus der Türkei stammen, wuchs im bayerischen Ingolstadt in einfachen Verhältnissen auf. Zusammen mit ihren Eltern, ihrer Großmutter und ihren beiden Schwestern lebte sie in einer Zwei-Zimmer-Wohnung. Sie studierte Betriebswirtschaftslehre und war anschließend in Ingolstadt bei der Mediamarkt-Saturn-Gruppe beschäftigt. Zu dieser Zeit beschäftigte sie sich mit Yoga, gab Yoga-Kurse und veröffentlichte ein Yoga-Buch.

## Wirken
Im Jahr 2011 veröffentlichte Yilmaz zusammen mit dem Schweizer Esoterikbuch-Autor Pascal Voggenhuber, mit dem sie zu diesem Zeitpunkt liiert war, ihr erstes Buch mit dem Titel „Yoga-Siddhis“.
Es folgten nach der Trennung von Voggenhuber in alleiniger Autorschaft weitere Monografien mit den Themenschwerpunkten Spiritualität, Esoterik und Lebensberatung. Yilmaz' Werke sind teilweise auch als E-Books oder Hörbuch erhältlich. Mit ihrem Werk „Du wurdest in den Sternen geschrieben“ gelang ihr 2019 eine Platzierung auf der Bestsellerliste des Spiegel in der Kategorie Sachbuch.
Yilmaz bietet darüber hinaus auch Online-Kurse, Seminare und Ausbildungen zu den Themenbereichen an, die ihre Bücher zum Gegenstand haben, und ist als Rednerin auf verschiedenen Veranstaltungen aktiv. Teilweise tritt dabei auch ihr Lebensgefährte und Geschäftspartner Jeffrey Kastenmüller öffentlich in Erscheinung.

## Veröffentlichungen

### Bücher
- Yoga Siddhis. Lotos, München 2011, ISBN 978-3-7787-8228-6.
- Trance Healing. Ansata, München 2012, ISBN 978-3-7787-7452-6.
- Aura-Coaching. Ansata, München 2013, ISBN 978-3-7787-7474-8.
- Der Ruf der Geistigen Welt. Ansata, München 2014, ISBN 978-3-7787-7476-2.
- Empower Yourself. Ansata, München 2017, ISBN 978-3-7787-7523-3.
- Du wurdest in den Sternen geschrieben. Integral, München 2019, ISBN 978-3-7787-9296-4.
- Das Risiko, du selbst zu sein. Integral, München 2022, ISBN 978-3-7787-9317-6.

### CDs
- Ruf der Geistigen Welt, Doppel-CD
- Goodnight – Tiefschlaf Programm, 4-fach CD (Mitherausgeber: Jeffrey Kastenmüller)
- Heartzone (Mitherausgeber: Jeffrey Kastenmüller)
- Stardust (Mitherausgeber: Jeffrey Kastenmüller)